# Ukai Gyokusen
Ukai Gyokusen (jap. 鵜飼 玉川; * 1807 in Ishioka, Präfektur Ibaraki; † 1887 in Tokio) war der erste japanische Berufsfotograf.
Sein Künstlername ist Gyokusen („Juwelenfluss“), sein wirklicher Familienname Endō (遠藤) und seine Rufnamen Ikunosuke (幾之助) und Sanji (三二 bzw. 三次).
Ukai Gyokusen stammte aus einer wohlhabenden Samuraifamilie, arbeitete bis 1831 allerdings als Sake-Händler, danach wahrscheinlich nur noch als Künstler. 
Er wurde von dem Amerikaner Orrin Freeman, der in Edo (Tokio) ein Ambrotypie-Studio betrieb und Unterricht darin gab, beraten. Von diesem bezog er auch seine Foto-Ausrüstung. Ab 1860 oder 1861 betrieb er bis 1867 in Edo ein Fotostudio namens Eishin-dō (影真堂). Er porträtierte mehr als 200 Adlige.
1879 beauftragte ihn die japanische Regierung damit, Denkmäler im Westen Japans aufzunehmen. 1883 vergrub er mehrere hundert Glasnegative neben seiner späteren Grabstätte auf dem Yanaka-Friedhof in Tokio.